# Alejandro Grandinetti
Alejandro Ariel Grandinetti (Rosario, Provincia de Santa Fe, 9 de agosto de 1966) es un Periodista y político argentino. Fue Diputado Nacional por la provincia de Santa Fe en el periodo 2015-2019. Desde 2019 a 2023 fue Secretario de Turismo de la provincia de Santa Fe.

## Biografía
Alejandro Grandinetti nació en Rosario el 9 de agosto de 1966 es político, actual Secretario de Turismo de la Provincia de Santa Fe y se desempeñó como periodista en diversos medios. Cursó sus estudios primarios y secundarios en el colegio Nuestra Señora del Rosario. Está casado desde hace 25 años y es padre de dos hijos universitarios.
A los 17 años comenzó a interesarse por la política e integró un grupo de debate y formación junto a otros jóvenes sobre política exterior argentina.
Se graduó como Licenciado de la carrera en Ciencia Política y Relaciones Internacionales en la terminalidad de Análisis Político en la Universidad Nacional de Rosario.

### Periodismo
Debutó en radio LT 8 - AM 830 Radio Rosario en 1987 conduciendo un programa los domingo a las 0 h llamado "Filo, Contrafilo y Punta".
Al año siguiente fue convocado por Raúl Granados para ser columnista político del programa "El Clan" en Canal 5.
Fue columnista del noticiero de Canal 5 y del programa televisivo "A Diario". Condujo el noticiero de Galavisión y Cablevisión. Fue director de noticias de Cablehogar y conductor de ciclos radiales en AM 680 LT 3 y AM 830 LT 8. Durante varios años condujo el programa radial "El Informador" que se transmitía a primera hora de la mañana en LT 3 AM 680 y que luego continuó en LT 8 AM 830 por la tarde.
Desde 2012 fue conductor en la segunda mañana en "Todos en la Ocho", de 9 a 12 h, en LT 8 AM 830. En ese período también condujo "Código Binario", programa televisivo, que se emitió todos los días por Cablevisión. Publicó artículos de opinión en el diario "La Capital " de Rosario. Participó frecuentemente en el programa "Tercera Posición" de Rolando Graña por América.

## Carrera política
En junio del 2015 presentó su candidatura a Diputado Nacional  obteniendo el 20% de los votos y logrando acceder a esta banca el 10 de diciembre de 2015 con mandato hasta 2019.
Durante su mandato como Diputado Nacional por Santa Fe fue parte del bloque Consenso Federal, siendo presidente del mismo y llevando adelante proyectos de relevancia para la provincia y para la sociedad en general, como la llegada de nuevos juzgados federales, modificación del código penal con el fin de la puerta giratoria para delincuentes y ley del arrepentido, excepción pagos a cooperativas y mutuales, entre otras.
Desde la asunción del Gobernador Omar Perotti ocupa el cargo de Secretario de Turismo de la provincia de Santa Fe y es uno de los referentes del espacio Hacemos Santa Fe.